# Łódź
Łódź (IPA-udtale: [wut͡ɕ]) er med 648.711(2024) indbyggere befolkningsmæssigt Polens tredjestørste by og hovedstaden i Województwo łódzkie midt i landet. Byen er hovedcentret for tekstil- og filmindustrien samt elektronik- og underholdningsbranchen i Polen. Med sine universiteter, teatre, museer og den verdensberømte filmhøjskole er Łódź også et vigtigt akademisk og kulturelt center.
Byen præges af en stor udviklingsdynamik og er for tiden inde i en stærk investeringsbølge. Den har status som powiat og udgør sammen med omkringliggende områder Storbyområdet Łódź med omkring 1.050.000 indbyggere.
Łódź fik byrettigheder af kong Vladislav II Jagello i 1423. Storhedstiden kom imidlertid først i begyndelsen af 1800-tallet. Den lille landbrugsby, som i 1820 talte knapt tusind indbyggere, blev da omdannet til et af Europas største centre for tekstilindustri med over en halv million indbyggere lige før udbruddet af 1. verdenskrig. De to verdenskrige standsede den eventyrlige udvikling. Efter anden verdenskrig blev Łódź Polens uformelle hovedstad til genopbyggelsen af Warszawa.

## Historie

### Landbrugsbosætningen
Łódź nævnes første gang i 1332 som landsbyen Łodzia i et dokument, hvori hertug Władysław Ziemiowic af Łęczyca og Dobrzyń bekræfter landsbyens tilhørighed til kapitlet i Włocławek. Det første forsøg på at give landsbyen byrettigheder fandt sted i 1414 på initiativ fra Włocławek-biskoppen. Det var forgæves. Det var først et dokument underskrevet af kong Vladislav II Jagello i 1423, som gav landsbyen byrettigheder efter magdeburgsk lov. Indbyggerne blev samtidig fritaget fra al jurisdiktion fra voivoder, slotsforvaltere og andre statsmyndigheder. De havde retten til at oprette lokale myndigheder og til at organisere to markeder om året. Frem til slutningen af 1600-tallet udviklede Łódź sig langsomt og var en mindre landbrugsby.
Under den svenske invasion af Polen (1655-1660) blev byen affolket. Den forblev frem til slutningen af det 18. århundrede en mindre by på handelsvejen mellem Masovien og Schlesien og var underlagt biskopperne i Włocławek-bispedømmet. I 1777 havde byen 265 indbyggere og bestod af 66 bygninger.
Med Polens anden deling i 1793 – da landet ikke længere eksisterede som selvstændig stat – kom byen under preussisk administration under sit tyske navn Lodsch. Den havde på det tidspunkt 191 indbyggere, og de preussiske embedsmænd overvejede endda at fratage Łódź byrettighederne. Med Polens tredje deling i 1798 overtog de preussiske myndigheder kirkegodset og nationaliserede byen. Med tiden voksede Łódź’ rolle, og efter Napoleons sejr over Preussen blev byen i 1806 indlemmet i hertugdømmet Warszawa. Det var først efter byen tilfaldt det russiskkontrollerede Kongress-Polen i 1815, at udviklingen virkelig tog fart.

### Industrialiseringen
Af helt afgørende betydning for Łódź’ opblomstring var den polske regerings plan om oprettelse af fabriksbyer, som skulle udgøre grundlaget for en national industri. Efter initiativ fra Stanisław Staszic og senere Rajmund Rembieliński, som begge så det økonomiske potentiale i Łódź-området, opstod en sådan tekstilindustribosætning i Łódź. Den blev anlagt syd for byens centrum (Stare Miasto) i 1821-1823 som Nowe Miasto («Den nye by»). Oprettelsen af det nye beboelsesområde førte ikke bare til en radikal demografisk vækst, men også til flytningen af byens centrum: Det trapezformede gamle bytorv (Stary Rynek), som var midtpunktet i jordbrugsbyen Łódź, blev forladt til fordel for den nyanlagte, ottekantede Frihedsplads i Nowe Miasto. I 1824-1828 blev den nye industriby Łódka grundlagt langs Nowe Miastos hovedakse Piotrkowska-gaden.
En konstant tilstrømning af arbejdere, forretningsmænd og håndværkere fra hele kontinentet gjorde Łódź til det største center for tekstilindustri i Kongress-Polen og det russiske rige. Nybyggerne kom hovedsageligt fra de sydlige dele af Tyskland og Böhmen, men også fra lande som Portugal, England, Frankrig og Irland. Det var dog først og fremmest polakker, jøder og tyskere, som bidrog til byens udvikling. Tilflyttere blev garanteret hjælp fra myndighederne især med tanke på byggegrunde, lån og fabriksbyggeri.
Den første bomuldsfabrik åbnede i 1825, og 14 år senere åbnede både Polen og Ruslands første dampdrevne fabrik i byen (Den hvide fabrik). Łódź stod for produktionen af uld-, lind- og bomuldstekstiler, som hovedsageligt blev eksporteret til Rusland, Kina og Persien. Byen bød på store muligheder og blev hurtigt kendt som "Det forjættede land". Med tiden udviklede den sig til at blive et af verdens ledende centre for tekstilproduktion.
Mod slutningen af 1800-tallet og begyndelsen af 1900-tallet oplevede Łódź en rekordhøj demografisk vækst. I løbet af et årti blev den lille landsby (med 4 000 indbyggere i 1830 og 40 000 i 1865) en industri metropol med 300 000 indbyggere i 1900 og 500 000 indbyggere i 1914.
Byen gik ind i en stagnationsperiode efter den antirussiske Novemberopstand, som resulterede i toldbarrierer og reducerede handelsmuligheder fra Ruslands side. I 1850 blev den pålagte told mellem Rusland og Kongress-Polen afskaffet. Łódź kunne nu sælge sine varer på det russiske marked, og det bidrog på ny til byens økonomiske udvikling. I 1865 fik byen desuden jernbaneforbindelser til Wien og Warszawa, og nogle år senere også til Białystok. Det blev en vigtig forudsætning for, at byens indbyggertal blev fordoblet hvert tiende år i perioden 1823-1873.
I anden halvdel af 1800-tallet voksede de store fabrikanters industriimperier – især Ludwik Geyer, Izrael Poznański, Karol Scheibler og Ludwik Grohman, men samtidig voksede forskellen også mellem fabrikanternes formuer og arbejdernes fattigdom. Łódź blev snart et af hovedcentrene for den socialistiske bevægelse i Kongress-Polen. I 1892 blev de fleste fabrikker i byen lammet af en stor strejke med over 70.000 deltagende arbejdere. Arbejderklassen deltog også i den antirussiske 1905-revolutionen, hvor over 300 arbejdere blev dræbt i kampe med tsarpolitiet.
Mod slutningen af det 19. århundrede og begyndelsen af det 20. århundrede var Łódź det største industricenter i Kongress-Polen, og oplevede kraftig demografisk- og størrelsesmæssig vækst. Nye bydele blev grundlagt, og flere af de omkringliggende landsbyer blev indlemmet i Łódź.

### Første verdenskrig og mellemkrigstiden
Frem til 1. verdenskrig voksede byens befolkning konstant. I 1914 var Łódź en af de mest tætbefolkede industribyer i verden (13.280 indbyggere pr. kvadratkilometer). Et af krigens største slag på Østfronten blev udkæmpet nær byen i 1914, og under første verdenskrig blev byen besat af Tyskland. Krigen standsede den industrielle og demografiske udvikling i Łódź, og de fleste fabrikker blev ødelagt af tyskerne.
Efter krigen – da Polen i 1918 havde genvundet sin selvstændighed – befriede indbyggerne byen ved selv at afvæbne og deportere de tyske soldater. Under og efter første verdenskrig mistede Łódź 40 % af sin befolkning, først og fremmest på grund af værnepligt, sygdom og det faktum, at en stor del af den tyske befolkning flyttede til Tyskland efter krigens slutning i 1918.
Efter 1. Verdenskrig blev der gjort forsøg på, at genoprette byens tidligere økonomiske position, men den store industrielle vækstperiode var alligevel slut. Der blev samtidig lagt arbejde i udviklingen af kultur og videnskab i Łódź.
I 1922 blev byen hovedstad i Łódź-voivodskabet. Den store depression i 1930'erne og handelsembargoen mellem Tyskland og Polen lukkede markedet for polske tekstiler i vest, mens Den russiske revolution (1917) og borgerkrigen i Rusland (1918-1922) satte en stopper for handelen i øst. Byen blev som følge heraf skueplads for store protestmøder og arbejderoprør.
I 1925 åbnede flyvepladsen Lublinek nær Łódź.
I mellemkrigsårene var Łódź mødeplads for forskellige nationer og kulturer – i 1931 bestod byens befolkning af 52 % polakker, 33 % jøder og 14 % tyskere.

### 2. verdenskrig
Under Tysklands invasion af Polen blev Łódź forsvaret mod de første tyske angreb af general Juliusz Rómmel. Byen blev imidlertid erobret af tyske tropper den 8. september 1939. Under besættelsen blev byens indbyggere udsat for masseudryddelser, fordrivelse eller deportering til koncentrationslejre, og de tyske nazister oprettede mange fængsler og lejre i byen. Under krigen var Łódź et af de største centre for polsk modstandskamp i Det tredje rige.
Łódź skulle ifølge de tyske planer egentlig blive en polsk enklave, men den nazistiske ledelse indlemmede alligevel Łódź i det tyske rige. Denne indlemmelse blev foretaget efter ønske fra Arthur Greiser – den lokale guvernør for Reichsgau Wartheland – og flere af de etniske tyskere som boede i byen. Byens navn blev samtidig ændret til Litzmannstadt efter den tyske general Karl Litzmann, som havde erobret byen under første verdenskrig. Imidlertid nægtede mange tyskere fra Łódź, at blive Volksdeutsche, og blev i stedet deportert til Generalguvernementet.
I begyndelsen af besættelsen blev alle polske religiøse og patriotiske symboler fjernet fra byen og samtlige polske gade- og stednavne ændret. Blandt andet blev Tadeusz Kościuszko-monumentet revet ned på Polens nationaldag den 11. oktober 1939, og Piotrkowska-gaden fik navnet Adolf Hitler Straße.
Næsten alle synagoger i byen blev brændt ned, og nazisterne oprettede hurtigt en ghetto i byen og befolkede den med 200.000 jøder som boede i Łódź-området (Ghetto Litzmannstadt). Kun 900 overlevede likvideringen af ghettoen i august 1944.
I nærheden af Łódź blev der bygget flere arbejds- og koncentrationslejre for områdets ikke-jødiske befolkning, blandt andet det berygtede Radogoszcz-fængsel og flere mindre lejre for romanifolket og polske børn.
Ved slutningen af anden verdenskrig havde Łódź mistet 420.000 (67 %) af sin førkrigsbefolkning – 300.000 jøder og 120.000 polakker. I januar 1945 flygtede byens tyske befolkning af frygt for den røde armé.
Łódź led også store tab som følge af, at byens fabriksmaskiner blev plyndret og sendt til Tyskland. Til trods for relativt små tab på grund af bombning og krigsførelse, var størsteparten af infrastrukturen i Łódź alligevel væk.
Den røde armé marcherede ind i byen 18. januar 1945, og med tiden blev Łódź del af Folkerepublikken Polen. Efter at have frigjort området fra Nazi-Tyskland, gik den røde armés soldater hårdt frem mod lokalbefolkningen, som blev udsat for mord, voldtægt og plyndring. Samtidig blev flere polske modstandskæmpere stillet foran sovjetisk ret og henrettet på grund af sin loyalitet til den polske eksilregering.

### Efter anden verdenskrig
Efter anden verdenskrig forandrede byens demografiske struktur sig radikalt. For første gang i sin flerkulturelle historie fik Łódź en tilnærmet etnisk ensartet befolkningssammensætning bestående næsten kun af polakker. I 1945 havde Łódź færre end 300.000 indbyggere, men dette tal begyndte snart at vokse med flygtninge fra den ødelagte hovedstad Warszawa og de polske landområder i øst styret af Sovjetunionen. Også den polske regering flyttede til Łódź, som frem til 1948 fungerede som Polens uformelle hovedstad. Der fandtes planer om at flytte hovedstaden til Łódź permanent, men denne idé vandt ikke stor støtte, da genopbyggelsen af Warszawa begyndte i 1948.
Efter kommunisterne fik magten i Polen, tabte mange industrifamilier sine ejendomme, da alle private virksomheder blev nationaliseret.
Takket være samarbejdet med andre lande i østblokken kunne Łódź eksportere varer til Østeuropa. Byen blev igen et vigtigt center for tekstilindustrien, som imidlertid ikke overlevede den økonomiske overgangsperiode i 1990'erne i Polen efter kommunismens fald. Den industrielle krise i Łódź førte til høj arbejdsledighed, men tvang samtidig byen til at udvikle nye industrigrene. Der blev satset på avanceret teknologi, med gunstige resultater. Samtidig blev der lagt meget arbejde i udviklingen af uddannelse, og i dag fremstår Łódź som et af Polens største akademiske centre. Der er også blevet lagt stor vægt på restaureringen af byens historiske centrum og revitaliseringen af gamle fabrikskomplekser, noget Piotrkowska-gaden samt handels- og rekreationscentret Manufaktura er gode eksempler på.

## Etymologi
Oprindelsen til byens navn kendes ikke. Enkelte hypoteser afleder navnet på byen, fra efternavnet Łodzic, mens andre binder navnet til det gammelpolske ord łoza (piletræ), til elven Łódka eller fornavnet Włodzisław. Łódź betyder ellers båd på polsk, noget som også kommer frem på byens våbenskjold.
Det polske adjektiv for byen er łódzki (maskulinum singularis), mens byens indbyggere kaldes i for łodzianie i flertal, łodzianin (maskulinum singularis) og łodzianka (femininum singularis).

## Geografi
Łódź ligger i det centrale Polen i en afstand af 393 km fra grænseovergangen til Tyskland i Świecko, 227 km fra grænseovergangen til Tjekkiet i Cieszyn, 336 km fra grænseovergangen til Hviderusland i Terespol og 332 km fra Østersøen (Gdańsk). Byen ligger 133 km vest for landets hovedstad Warszawa.
Gennem Łódź løber 18 mindre floder og vandløb: Ner, Łódka (tidligere kaldet Ostroga, med sidefloden Bałutka), Dobrzynka, Gadka, Jasień (med sidefloden Karolewka), Olechówka (med sidefloden Augustówka), Jasieniec, Bzury, Łagiewniczanka, Sokołówka (med sidefloden Brzoza), Aniołówka, Wrząca, Zimna Woda og Miazga. Der er imidlertid tale om små vandløb, som i byens centrum for det meste løber skjult i underjordiske kanaler. Til sammen er 1,29 km² af byarealet dækket af vand.
I Łódź krydses jernbanelinierne fra Warszawa og Koluszki, Toruń og Kutno, Poznań og Ostrów Wielkopolski, samt landevejene fra Gdańsk og Toruń, fra Konin, Wrocław, Piotrków Trybunalski og Częstochowa samt fra Warszawa. I nærmeste fremtid vil de to transeuropæiske motorveje A1 og A2 krydse hinanden i en afstand af omkring 10 kilometer fra byen.
I 2003 blev det geografiske midtpunkt i Łódź lokaliseret. Det ligger 100 meter i sydlig retning fra krydset mellem Julian Tuwims gade og Przędzalniana-gaden i bydelen Widzew.
Łódź grænser mod byerne Aleksandrów Łódzki, Konstantynów Łódzki, Zgierz, Pabianice og gminaerne Aleksandrów Łódzki, Andrespol, Brójce, Nowosolna, Pabianice, Rzgów, Stryków og Zgierz.

## Klima
Byen ligger i et tempereret område, i overgangszonen mellem det maritime og kontinentale klima. De koldeste måneder er januar og februar med middeltemperaturer mellem -3 °C og -12 °C. Den varmeste måned er juli med middeltemperaturer mellem 17,7 °C og 21 °C. Den årlige middeltemperatur ligger på 8,4 °C, mens den årlige gennemsnitsnedbør ligger mellem 550 og 600 millimeter.

## Administrativ inddeling
Administrativt set er Łódź en en bykommune med status som powiat. For den administrative betjening af indbyggerne findes en inddeling i fem regioner eller ikke-administrative bydele for virkeområdet til bystyrets delegerede. De fem regioner er Bałuty, Górna, Polesie, Śródmieście og Widzew, som igen deles ind i 37 mindre administrative enheder (osiedla).
| Bydel       | Areal (per 31.12.05) | Areal (per 31.12.05) | Befolkning (per 31.12.06) |
| Bydel       | km²                  | %                    | Befolkning (per 31.12.06) |
| ----------- | -------------------- | -------------------- | ------------------------- |
| Bałuty      | 78,9                 | 26,8                 | 218 144                   |
| Górna       | 71,9                 | 24,4                 | 178 184                   |
| Polesie     | 46,0                 | 15,6                 | 147 204                   |
| Śródmieście | 6,8                  | 2,3                  | 77 831                    |
| Widzew      | 90,8                 | 30,9                 | 138 888                   |
| Sum         | 294,4                | 100,0                | 760 251                   |

### Bydelenes historie
Den første opdeling af Łódź i mindre enheder fandt sted under den tyske besættelse i 2. verdenskrig. Tyskerne indlemmede mange omkringliggende byområder i byen, og delte det forstørrede byområde op i mindre administrative enheder. Efter frigørelsen blev statussen fra før krigen genoprettet, både med tanke på byens inddeling og byområdernes indlemmelse. Senere blev nogle landsbyer imidlertid indlemmet og den 27. maj 1946 blev Łódź’ område forstørret og byen delt ind i tre bydele: Północ ("Nord"), Południe ("Syd") og Śródmieście ("Midtbyen").
I 1954 blev den administrative inddelingen forandret til syv bydele: Bałuty, Chojny, Polesie, Ruda, Staromiejska, Śrómieście og Widzew. Den 1. januar 1960 blev denne opdeling forandret og en ny administrativ inddeling blev indført. Denne varede længst og er stadig til stede i byens indbyggeres bevidsthed: Som følge af reformen blev bydelen Staromiejska indlemmet i Bałuty, mens bydelene Chojny og Ruda blev slået sammen til den nye bydele Górna. De andre bydeles grænser blev også forandret. Fra den tid af var Łódź inddelt i fem bydele: Bałuty (byens nordlige del), Górna (byens sydlige del), Polesie (byens vestlige del), Śródmieście (byens centrum) og Widzew (byens østlige del).
Efter 1960 forandrede grænserne til de enkelte bydele sig ofte. Dette skete ikke på bekostning af nabobydelene, men på bekostning af omkringliggende byområder som blev indlemmet i byen. Den sidste store ændring fandt sted 1. januar 1988, da bydelene Widzew og Górnas områder blev forstørret betragtelig.
Den 1. januar 1993 blev opdelingen af Łódź i bydele formelt ophævet, samtidig med, at byen blev en bykommune, fra 1. januar 1999 med status af powiat. For den administrative betjening af befolkningen i byen, blev Łódź imidlertid delt op i fem "regioner". Disse udgør virkeområdet til bystyrets delegerede, med samme navn og områder som de tidligere bydele. Łódź er desuden delt ind i 37 administrative osiedla ("bosætninger"), som har status som hjælpeenheder for gminaen. Med sit virkeomfang og sine kompetencer tilsvarer de imidlertid formelt ikke bydele.

### Bydelenes navne
Bydelene, som blev oprettet i 1946, fik navn etter sin geografiske placering på byens område (Północ – "nord", Południe – "syd", Śródmieście – "Midtbyen"). Bydelene Bałuty, Chojny og Widzew fra 1954 blev opkaldt efter landsbyer, som tidligere lå i centrum af disse bydele, og som blev indlemmet i byen før første verdenskrig. Bydelen Ruda fik navn efter landsbyen Ruda Pabianicka, som udgjorde en selvstændig enhed frem til 1946. Bydelen Staromiejska ("Den gamle by") fik sit navn, fordi den omfattede byens ældste områder, mens bydelen Śródmieście ("Midtbyen") blev anlagt i byens centrum. Polesies Områder («efter skoven», eventuelt «skovens plads») var frem til 1945 mindst urbaniseret: Karolew og Retkinia, som i dag er store boligområder i Polesie, var i lang tid landsbyer omringet af skove. Den sydlige bydel Górna, som blev oprettet i 1960, blev opkaldt efter hovedtorvets oprindelige navn: Rynek Górny ("Det øvre torv", i dag Władysław Reymonts plads).

## Demografi
| 1790 | 190     | 1925 | 538 600 |
| 1799 | 369     | 1939 | 672 000 |
| 1806 | 767     | 1945 | 300 000 |
| 1831 | 4 717   | 1951 | 646 000 |
| 1840 | 20 150  | 1990 | 851 700 |
| 1844 | 14 028  | 2000 | 793 200 |
| 1850 | 15 764  | 2001 | 786 500 |
| 1865 | 40 000  | 2002 | 785 100 |
| 1872 | 50 000  | 2003 | 779 100 |
| 1880 | 77 600  | 2004 | 774 000 |
| 1894 | 168 513 | 2005 | 767 600 |
| 1905 | 343 944 | 2006 | 760 251 |

I 1790 boede der kun 190 mennesker i Łódź. Halvtreds år senere var indbyggertallet på 20.150, og med industriudviklingen i byen voksede dette tal til 168.513 i 1894. Allerede i 1850 var Łódź den største by befolkningsmæssig efter Warszawa i Kongress-Polen. I løbet af bare et århundrede blev byens befolkning øget 1000 gange. En så hurtig demografisk vækst i det 19. århundrede er uden sidestykke i hele Europa. Befolkningen i andre europæiske byer på denne tid blev højst seksten gange større.
I begyndelsen af 2. verdenskrig havde Łódź 672.000 indbyggere. Under krigen mistede 400.000 mennesker livet, men allerede i 1950 lå indbyggertallet på 620.000. Den største faktor for denne befolkningsvækst var migration fra ødelagte byer og områderne i øst, som blev annekteret af Sovjetunionen. Den demografiske struktur forandrede sig imidlertid radikalt. I 1939, lige før krigsudbruddet, bestod befolkningen af 52 % polakker, 33 % jøder, 14 % tyskere og et mindretal russere. Efter de tyske nazisters holocaust og den tyske befolknings flugt fra byen bestod Łódź i 1947 derimod af 93 % polakker. For første gang i sin flerkulturelle historie fik byen en etnisk ensartet befolkningssammensætning. Den demografiske udvikling fortsatte frem til begyndelsen af 1990'erne, og i 1989 opnåede Łódź med sine 851.700 indbyggere det største befolkningstal i sin historie. I 1990'erne begyndte dette tal at falde, hovedsageligt på grund af tekstilindustriens fald.
Den 31. december 2006 havde byen 760.251 indbyggere, noget som gav en befolkningstæthed på 2593/km². Af disse var 346.181 mænd og 414.070 kvinder. De fleste indbyggere boede i bydelen Bałuty (218.144), men det var Śródmieście som havde den største befolkningstæthed (over 11.000/km²). Den naturlige tilvækst udgjorde i 2005 -6,1 per 1000 indbyggere, og migrationssaldoen -1,4/1000.
Ifølge uofficielle tal fra det polske statistiske centralbureau skal Kraków i månedsskiftet juni/juli 2007 have overgået Łódź med nogle hundrede indbyggere. Officielle tal fra det statistiske bureau, publiceret i maj 2008 bekræfter dette. Per 31. december 2007 udgør forskellen mellem Łódź og Kraków over 3.000 indbyggere. Demografer forklarer dette statistiske skifte med den negative tilvækst i Łódź, som skyldes byens indbyggeres relativt høje alder. Der noteres samtidigt flere dødsfald end fødsler. Migration kan også have haft en vis betydning. Blandt dem som vælger at migrere rejser de fleste til Warszawa og Wrocław, hvor arbejdsløsheden er lavere og lønningerne højere. Ifølge bystyret i Łódź vil byen i nærmeste fremtid igen passere Kraków i indbyggertal, hovedsageligt på grund af den store interesse byen oplever på investeringsmarkedet i dag, og det faktum, at flere kvinder i byen nærmer sig fødealderen.

## Seværdigheder
Łódź er rig på seværdigheder som vidner om byens tidligere storhedstid. Dette genspejles i det historiske bycentrum og i de mange fabrikskomplekser, som findes i byen. Ulig andre polske byer opstod Łódź’ centrum som det er i dag først i 1800-tallet, og kendetegnes ved et rektangulært netværk af lange og smalle gader som er tætbebygget med rækker af murstenshuse. Man kan finde både repræsentative, rigt udsmykkede bygninger og mere beskedne lejlighedshuse.
Łódź udviklede sig til en storby i tiden da historismen, art nouveau og modernismen dominerede i arkitekturen, og disse stile præger i særdeleshed byen. I byarkitekturen kan man finde neoromanske former, nygotisk stil, florentinsk og romersk renæssance samt franske motiver. Arkitekturen beriges yderligere med russisk-byzantinske elementer, og før 2. verdenskrig også med den mauretanske stil, som fandtes i flere af byens synagoger.
Af hovedinteresse er de store fabrikskomplekser, der tilhørte Karol Scheibler (Księży Młyn) og Izrael Poznański (Manufaktura), et stort antal fabrikantresidenser, den repræsentative Piotrkowska-gaden samt flere sakralbygninger. De sidstnævnte genspejler måske på bedste måde byens flerkulturelle fortid, hvor polakker, jøder, tyskere og russere levede side om side. I Łódź findes selvfølgelig både katolske, protestantiske, ortodokse og jødiske kirkegårde og gudshuse. En undtagelse er imidlertid de mange smukke synagoger som fandtes i byen tidligere, men som blev brændt ned af tyske nazister under 2. verdenskrig.
Også arkitekturen viser forskellige stilarter med påvirkninger og impulser fra både øst (Sankt Petersborg, Riga) og vest (Berlin, Paris, Wien). Den mest betydningsfulde arkitektur blev rejst efter tegninger af landsmændene Hilary Majewski, Gustaw Landau-Gutenteger, Dawid Lande og Piotr Brukalski. Mange vigtige bidrag kom også udefra, blandt andet fra Berlin (Franz Schwechten, Alfred Balcke og Wilhelm Martens), Wien og Wrocław (dengang kendt som Breslau). Det samme kan siges om det mangfoldige og stilrige indre i byens kirker, som ved siden af firmaer fra Łódź også blev udformet i værksteder i Warszawa, Dresden, Berlin, Wien, Zittau, Sankt Ulrich, Riga, Sankt Petersburg, Leipzig og Venedig.

### Piotrkowska-gaden og Frihedspladsen
Piotrkowska-gaden er den længste handelsgade i Europa, og samtidig en af de længste gågader. Den går ud i nord fra Frihedspladsen, som er en af få oktogonformede pladser i verden. På pladsen findes Tadeusz Kościuszko-monumentet og ved udløbet til Piotrkowska-gaden Pinsens kirke og det klasicistiske Rådhus som begge udgør porten til den berømte gade.
På Piotrkowska-gaden kan man, som i Hollywood Walk of Fame, finde berømte polske skuespilleres og instruktørers stjerner (Aleja Gwiazd).
Gaden er derudover rig på repræsentative murstenshuse i art nouveau og eklektisk stil fra det 19. og 20. århundrede. Blandt flere af de vigtigste kan nævnes Karol Scheiblers Murstenshus (nr. 11), Dawid Sendrowicz' murstenshus (nr. 12), Wilhelm Landaus bankhus (nr. 29), Dawid Szmulewicz’ murstenshus (nr. 37), Oskar Kons murstenshus (nr. 43), Poznańskiernes murstenshus (nr. 51), Herman Konstadts murstenshus (nr. 53), Hotel Grand (nr. 72), Ludwik Geyers aktieselskabs tidligere sæde (nr. 74), Huset under Gutenberg (nr. 86), Teodor Steigerts murstenshus (nr. 90), Siemens' tidligere kontorhus (nr. 96), Skoenes Hus (nr. 98), Szaja Goldblums murstenshus (nr. 99), Esplanada (nr. 100), Henryk Sachs’ murstenshus (nr. 107), Familien Schychts murstenshus (nr. 128) og "Krusche i Ender" murstenshus (nr. 143). Ved Piotrkowska-gaden 152 findes også verdens største graffiti.
Ved siden af murstenshusene findes også en række palæer og fabrikker ved gaden. De vigtigste er Maksymilian Goldfeders palæ (nr. 77), Juliusz Heinzels palæ (nr. 104), Juliusz Kindermanns palæ (nr. 137), Karol Haertigs palæ (nr. 236), Markus Silbersteins fabrik (248), Robert Schweikerts palæ (nr. 262), Familien Scheiblers palæ (nr. 266), Familien Steinerts palæ (nr. 272) og Den hvide fabrik (nr. 282).

### Sakralbygninger
Den katolske Łódź domkirke (Piotrkowska-gaten 273), egentlig St. Stanisław Kostkas katedral, er med sine 101 meter byens højeste bygning. Ikke langt derfra ligger den evangelisk-augsburgske St. Matteus kirke (Piotrkowska-gaten 283).
Andre vigtige katolske kirker er St. Georg kirke, Helligkorskirken, Jesu hellige hjertes kirke, Pinsens kirke samt St. Anton kirke. Sidstnævnte befinder sig i Las Łagiewnicki lige ved Franciskanerklostret. De ældste sakralbygninger i Łódź er St. Roch kapel og St. Anton kapel.
I byen findes også den ortodokse St. Aleksander Nevskij-katedralen og St. Olga kirke. Tidligere fandtes flere synagoger, som imidlertid gik tabt under 2. verdenskrig. De vigtigste var Alte Sził-synagogen, Ezras Israel Synagoge og Den store synagoge. Den eneste virkende synagogen i dag er Reicher-synagogen.

### Fabrikantresidenser
Łódź har mange fabrikantpalæer. Ved siden af de store fabrikskomplekser byggede fabrikanterne imponerende palæer til sig selv og sine familier. De kunne også stå længere væk fra fabrikkerne.
Det mest overdådige palæ i byen er utvivlsomt Izrael Poznańskis palads ved Ogrodowagaden, som samtidig er Europas største fabrikantresidens. Palæet blev bygget lige ved Poznańskis enorme fabrikskompleks som i dag huser Manufaktura. Fabrikanten byggede også palæer til sine sønner (Karol Poznańskis palæ og Maurycy Poznańskis palæ) og sin datter (Jakub Hertz’ palæ).
Også Karol Scheiblers palæ blev bygget ved ejerens fabrikker i Księży Młyn. Af andre vigtige fabrikantresidenser kan nævnes Reinhold Richters villa, Ludwik Grohmans palæ, Edward Herbsts palæ, Wilhelm Lurkens’ palæ og Kopischs blegeri.

### Kirkegårde
De mest kendte kirkegårde i Łódź er Doły kirkegård, Den gamle kirkegård samt Den nye jødiske kirkegård. Sidstnævnte er Europas største jødiske kirkegård, og her ligger samtidig verdens største jødiske grav – Izrael Poznańskis mausoleum. De tre kirkegårde er alle af stor kunsthistorisk betydning, særligt Den gamle kirkegård, med sakrale kunstværker som Scheiblers kapel, Heinzels kapel og Gojżewski-familiens mausoleum.

### Andre bygninger
Bygninger rejst i art nouveau findes også udenfor Piotrkowska-gaden. Nogle af de bedste eksempler er Reinhold Bennichs villa, Leopold Kindermanns villa, Zygmunt Dejczmans murstenshus, Leon Rappaports villa, Ryszard Szymmels villa og Rachmil Lipszycs murstenshus.
Flere repræsentative bygninger blev rejst til nationale institutioner. Eksempler er Telefoncentralen PASTs bygning, PBKs sæde, PKO BPs sæde, Hovedpostkontoret og Polens nationalbanks sæde. I sidstnævnte ligger Europas største banksal.
Andre interessante bygninger er blandt andet Hotel Savoy og Hotel Polonia Palast, som ved siden af Hotel Grand hører til byens mest traditionsrige hoteller; Mieczysław Pinkus’ murstenshus, Nissen Rosenblums murstenshus, Edward Lungens murstenshus, Auerbach-brødrenes murstenshus, Kreditselskabet, Grohmans tønner og bygningerne ved Stanisław Moniuszkos gade.

## Grønne Łódź
I Łódź findes over 30 parker af stor økologisk og social betydning. De dækker næsten 10 % af byarealet. 11 af parkerne regnes som kulturseværdigheder, og flere af dem blev anlagt i 1800-tallet og var oprindeligt private fabrikantparker. Med tiden blev de åbnet for arbejderne og den øvrige befolkningen. Den ældste offentlige park, Park Źródliska, blev anlagt i 1840 som Polens næst ældste efter Den saksiske have i Warszawa. I denne park findes det berømte Łódź Palmehus.
Indenfor byens grænser findes også Las Łagiewnicki, som med sine 1205,45 hektar er Europas største bypark. Blandt andre grønne attraktioner kan nævnes Łódź Zoo og Łódź Botaniske Have.

## Kultur
Łódź har et veludviklet og mangfoldigt kulturliv indenfor blandt andet musik, teater, litteratur, kunst og film, med flere årlige festivaler.
Langs den repræsentative Piotrkowska-gade, som samtidig er Europas længste handelsgade, findes modesaloner, biografer, kunstgallerier, banker og eksklusive butikker. Den byder også på Polens måske bedste udvalg af restauranter og værtshuse, og om sommeren også ølhaver, hvis traditioner strækker sig tilbage til 1800-tallet.

### Museer
I byen findes flere museer, blandt de mest kendte er:
- Det nationale kunstmuseum (Narodowe Muzeum Sztuki) – det ældste og et af de betydeligste museer for moderne kunst i Europa
- Det centrale tekstilmuseum (Centralne Muzeum Włókiennictwa) med den største samling tekstiler i Polen
- Kinematografimuseet (Muzeum Kinematografii) som blandt andet udstiller gamle filmapparater, rekvisitter fra berømte film og dukker fra filmstudioet Se-ma-for
- Byen Łódź’ historiske museum (Muzeum Historii Miasta Łodzi)
- Det arkæologiske og etnografiske museum (Muzeum Archeologiczne i Etnograficzne) med blandt andet en omfattende numismatisk samling
- Selvstændighedstraditionernes museum (Muzeum Tradycji Niepodległościowych) som viser Polens kamp for selvstændighed, blandt andet under 2. verdenskrig).

### Teatre
Byen har et rigt teaterliv med over 20 teaterscener. Her virker blandt andet flere dramatiske teatre, en række børneteatre, Musikteatret og Teatr Wielki, som er et af Europas største. Det har siden sin åbning i 1967 opført over 270 premiereforestillinger, og specialiserer sig i operaer, operetter og balletforestillinger.

### Musik
Det musikalske liv i byen repræsenteres fra den klassiske side af Filharmonia Łódzka ("Łódź Filharmoni"), som blev grundlagt i 1915. Det filharmoniske orkester er et af Polens fremmeste og har gæstespillet i næsten hele Europa, USA og det fjerne Østen. Af kendte polske musikgrupper fra Łódź kan nævnes Trubadurzy, Varius Manx, Ich Troje og Blue Cafe.

### Film
Som Polens største filmindustricenter har byen fået kaldenavnet Hollyłódź. I anden halvdel af det 20. århundrede blev de fleste polske film produceret her.
I Wytwórnia Filmów Fabularnych ("Hovedfilmstudiet") laves dokumentar- og undervisningsfilm, blandt andet Maciej Drygas’ Usłyszcie mój krzyk, som vandt Felix-prisen på The European Film Awards.
I det berømte filmstudie Se-ma-for opstod kendte tegneserier som Miś Uszatek, Colargol, Zaczarowany ołówek eller Kot Filemon. Det var også her Zbigniew Rybczyński lavede sin Oscarvinnende kortfilm Tango.
Łódź er for øvrigt kendt for sin verdensberømte filmhøjskole, hvor blandt andet Andrzej Wajda, Roman Polański og Krzysztof Kieślowski begyndte sine karrierer. Fra 2000 holdes den prestigefulde filmfestival Camerimage i Łódź.

### Festivaler
De vigtigste festivaler i byen er filmfestivalen Camerimage, Festiwal Dialogu Czterech Kultur ("De fire kulturers festival"), Międzynarodowy Festiwal Fotografii ("Den internationale fotografifestival") og Fiesta Libre. Blandt de mere artistiske arrangementer er særlig Łódzkie Spotkania Baletowe ("Balletmøder i Łódź") populær. Hvert andet år præsenteres de nyeste trender indenfor verdensballetten på Teatr Wielkis scene.

## Økonomi
I lighed med hele voivodskabet er Łódź et af de økonomiske centre som udvikler sig hurtigst i Polen. Grunden til dette er byens gunstige geografiske placering i midten af landet, samt tre trafikknudepunkter som opstår i eller omkring Łódź: motorvej, jernbane og luftfart.
Tekstilindustrien, som byen var et af verdens største centre for i 1800- og 1900-tallet, har stadig mindre betydning. I 1990'erne fulgte en stor nedgang indenfor tekstilbranchen og byen blev tvunget til, at udvikle nye industrigrene. Dette førte til, at Łódź gik fra at være en falden tekstilmonokultur, til at blive en af de mere attraktive investeringsregioner i Polen. I dag har særlig udviklingen af nye teknologier, infrastruktur (udbygningen af lufthavnen, motorveje samt moderniseringen af jernbaneforbindelsen med Warszawa) og investeringen indenfor de tre brancher BPO (Business Process Offshoring), logistik og husholdning stor betydning for byen.
Łódź huser mBank, Multibank, Polska Grupa Farmaceutyczna (den største medicindistributør i Polen) og BOT (største producent af elektrisk energi i landet). Her findes også kontortjenestecentrene for GE Money Bank og Philips. Sidstnævntes europæiske center for bogføring i Łódź betjener 115 afdelinger i 20 lande. Også det polske lavprisflyselskab Centralwings har sit sæde her.
Łódź er blevet et dominerende center for produktionen af husholdningsudstyr i Europa, efter at Merloni Indesit og Bosch/Siemens valgte at investere her. Andre firmaer, som har investeret i byen i de seneste år, er Gillette (som har bygget sin største fabrik i Łódź), VF Corporation, ABB, Hutchinson, Precise Technology, Ericpol Telecom, TP SA og ComArch. For tiden bygger konsulentselskabet Accenture det såkaldte informatikcentret «Demo», og CitiBank opretter sin bogføringscentral her. I 2007 påbegyndte den amerikanske computerproducent Dell arbejdet med at bygge sin fabrik i byen med 2.500 arbejdspladser. I løbet af seks år vil 12.000 nye arbejdspladser opstå takket være Dell og dennes samarbejdspartnere. Fabrikken skal producere servere og to typer bærbare PC'er. Størstedelen skal sælges i Polen og det centraløstlige Europa.
På det seneste er store handels- og rekreationscentre opstået i byen, blandt andet Galeria Łódzka og Manufaktura (sidstnævnte har et areal på 27 hektar). Det er særlig Łódzka Specjalna Strefa Ekonomiczna («Den specielle økonomiske zone Łódź») som har bidraget til industriudviklingen i byen de seneste år. Den økonomiske zone, som er en af 14 i Polen, åbnede i 2005 flest fabrikker af alle zonerne. I løbet af ti år (1997-2007) er over 1 milliard euro blevet investeret i zonen, og over 10.000 nye arbejdspladser er opstået.
I forhold til andre polske storbyer har Łódź høj arbejdsløshed og af den grund et lavere velstandsniveau blandt sine indbyggere. Grunden til dette er i høj grad tekstilindustriens fald, men takket være nye investeringer er arbejdsløsheden faldet systematisk i de seneste år. I 2003 udgjorde den 19,1 %, i 2004 18,4 %, i 2005 16,4 % og i 2006 11,9 %. Gennemsnitslønnen er derimod steget fra 2.037 złoty i 2003 til 2.349 złoty i 2006. Den er alligevel lavere end i andre storbyer i Polen.

## Uddannelse
Łódź er et af de vigtigste akademiske centre i Polen. Byen er hjemsted for over 100.000 studenter fordelt på 23 professionshøjskoler, hvoraf seks er statslige og 17 er private.
Blandt de statslige universiteter findes den verdenskendte Filmhøjskole samt Universitetet i Łódź og Det tekniske universitet, som hører til landets største og bedste højskoler, med til sammen 20 fakulteter og over 60.000 studenter.
Andre offentlige højskoler er Det medicinske universitet, Musikhøjskolen og Kunstakademiet. Derudover har byen over 195 grundskoler samt 196 videregående skoler.

### Historie
Der blev lagt meget arbejde i uddannelsesudviklingen i Łódź efter 1. verdenskrig, da byen mistede sin position indenfor tekstilindustrien. Ved Polens selvstændighed i 1918, blev et af hovedmålene, at genopbygge og udjævne det polske skolesystem i tiden efter Polens delinger. Også en ny lovgivning måtte udformes. I 1919 blev almen skolegang genindført i Łódź for første gang i det selvstændige Polen.
Også tiden efter 2. verdenskrig viste sig at være frugtbar for uddannelsessektoren i byen. På grund af ødelæggelserne i Warszawa blev hovedstaden uformelt flyttet til Łódź. Der blev af den grund oprettet mange centrale institutioner i byen, og en stor del av intelligentsiaen flyttede hertil. Denne situation udløste i betydelig grad Łódź’ videre metropolitiske udvikling. Efter at Warszawa blev genopbygget blev der i særdeleshed satset meget på uddannelse i byen, og i dag fremstår Łódź som et vigtigt center for kultur og videnskab med et stort intellektuelt potensiale.

## Transport
Łódź er et vigtigt trafikknudepunkt. Gennem eller i nærheden af byen går de internationale veje E75 (Finland … Gdańsk – Toruń – Łódź – Częstochowa – Cieszyn – Tjekkiet) og E30 (Tyskland – Poznań – Stryków (Łódź) – Warszawa – Terespol – Hviderusland) samt hovedvejene 1, A2, 14 og 72.
I byen virker 71 busruter, hvoraf syv er natruter. Samtidig findes gratis busruter som finansieres af varehuse og indkøbscentre. 70 % af busserne er moderne lavgulvsbusser. De to vigtigste rutebilstationer er Łódź Centralna og Łódź Północna.
Også sporvogne hører til de mest populære transportmidler i byen. De 19 sporvognsruter, hvoraf fire er regionale, betjenes blandt andet af 15 moderne lavgulvssporvogne af typen Cityrunner. Man kan også støde på ældre modeller som 850N. I den nærmeste fremtid skal Łódzki Tramwaj Regionalny («Łódź Regionssporvogn») opstå. Den moderne sporvognsrute skal gå gennem byerne Zgierz, Łódź og Pabianice.
De vigtigste jernbanestationer i Łódź er Łódź Fabryczna (med afgange til Warszawa, Kraków, Olsztyn og Bielsko-Biała) og Łódź Kaliska (med afgange til blandt andet Bydgoszcz, Gdańsk, Katowice, Kraków, Lublin, Poznań, Szczecin, Toruń, Warszawa og Wrocław). Byen har også en moderne godsstation med lagerkapacitet på 53.000 m². Den kan betjene 2.000 vogne dagligt. I nærmeste fremtid skal der desuden bygges en hurtigtoglinie mellem byerne Warszawa, Łódź, Poznań og Wrocław.
I byen findes den internationale Władysław Reymont Lufthavn Łódź, med flyruter til blandt andet Warszawa, Paris, Rom, Dublin, London og Liverpool.
Langs Piotrkowska-gaden har fodgængere også muligheden for at blive transporteret med cykeltaxaer.

## Venskabsbyer
Łódź er venskabsby med: